# Josef Frydrych
Josef Frydrych (19. prosince 1946 – 14. srpna 2025) byl český fotbalista, záložník.

## Fotbalová kariéra
V československé lize hrál za LIAZ Jablonec a Slavii Praha. Nastoupil v 70 ligových utkáních a dal 5 gólů. V Poháru UEFA nastoupil v 1 utkání. Ve druhé nejvyšší soutěži hrál i za UD Příbram a Dynamo České Budějovice.

## Ligová bilance

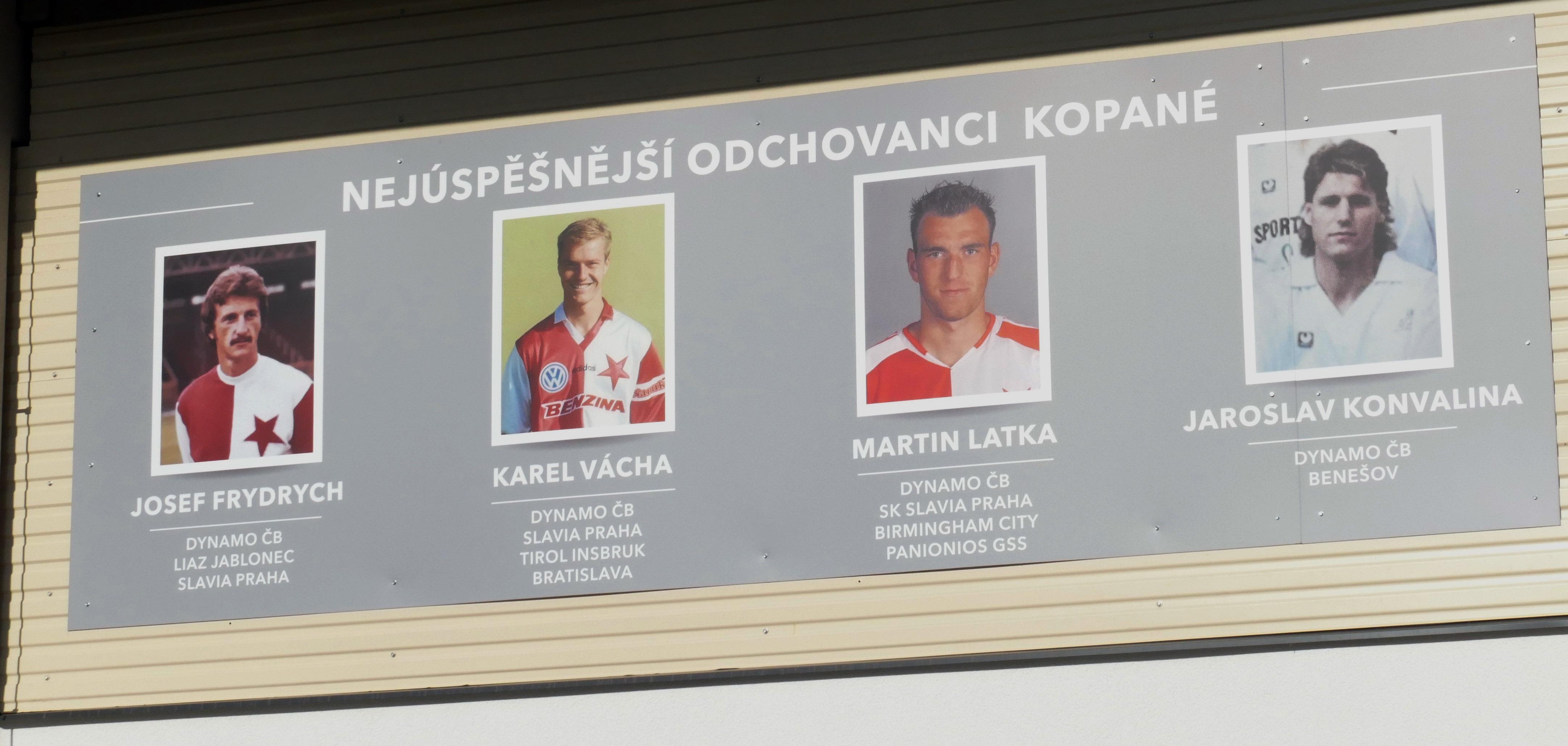
Fotbalisté z Hluboké nad Vltavou

| Ročník                                     | Zápasy | Góly | Klub                    |
| ------------------------------------------ | ------ | ---- | ----------------------- |
| 1. československá fotbalová liga 1974/1975 | 18     | 0    | LIAZ Jablonec           |
| 1. československá fotbalová liga 1975/1976 | 28     | 4    | Slavia Praha            |
| 1. československá fotbalová liga 1976/1977 | 16     | 1    | Slavia Praha            |
| 1. československá fotbalová liga 1977/1978 | 8      | 0    | Slavia Praha            |
| Česká národní fotbalová liga 1978/1979     | -      | -    | UD Příbram              |
| Česká národní fotbalová liga 1981/1982     | 14     | 1    | Dynamo České Budějovice |
| Česká národní fotbalová liga 1982/1983     | 4      | 0    | Dynamo České Budějovice |
| CELKEM 1. liga                             | 70     | 5    |                         |